# 坂口理子
坂口理子（日语：坂口理子，1972年5月16日—）是日本的女性電視、電影、舞台劇本家。

## 經歷
出生位於神奈川縣橫濱市一帶的家庭，父親是曾翻譯多部外語文學、以及撰寫兒童讀物的作家三田村信行。在學生時期坂口理子投入歌舞伎方面題材的研究，之後於早稻田大學就讀時有研修相關演劇的科目。
從早稻田大學畢業後，坂口理子曾在NHK集團裡的NHK ENTERPRISES下工作。之後2000年坂口理子自NHK ENTERPRISES請離，改前往東京的Scenario Center；研修學習創作劇本方法。
2006年坂口理子以《祝有個好年》的作品投稿，獲得當年朝日電視挖掘新血劇本家活動的優秀獎。之後坂口理子開始有編寫電視劇的機會，其中在2008年她以大鹿歌舞伎為題材；於NHK綜合頻道上播出的有獲得第31屆日本創作電視劇本大獎裡的最優秀獎，而同一年另編寫的作品《Freude！～用歡喜的歌說再見～》則得到WOWOW劇本大獎的優秀獎；並在2012年被改寫為小說。
之後2009年吉卜力工作室的導演高畑勳看了的電視劇內容後，便邀請坂口理子與他一同編寫改編自日本古典文學《竹取物語》的動畫《輝耀姬物語》劇本，而坂口理子在2013年《輝耀姬物語》上映後，也將其作品故事改寫為小說。往後2015年坂口理子則擔任了《醫師們的戀愛處方箋》、《絲島森林之家》等多部電視影集的劇本內容。

## 參與編劇作品

### 電視劇
- 櫻花署的女人們（2007年、第5集）
- （2008年）
- 曼谷的微笑（2009年）
- 頂尖神醫（2011年、第8集）
- 我無法戀愛的理由（2011年）
- 向田邦子Innocent（2012年、第4集）
- 東野圭吾推理劇場（2012年、第1集與第5集）
- 結婚不結婚（2012年）
- 阿政與愛莉（2014年）
- 赤與黑的Gekijyo（2015年）
- 醫師們的戀愛處方箋（2015年）
- 找到我自己（2015年）
- 絲島森林之家（2015年）

### 真人電影
- 小小指揮家（2012年）

### 動畫電影
- 輝耀姬物語（2013年）
- 瑪麗與魔女之花（2017年）

### 舞台劇
- THE LIGHT STAFF（2009年）
- 銀河廢線（2013年）
- 在花之下

## 小說著作
- Freude！～用歡喜的歌說再見～
- 輝耀姬物語（2013年）
- 戀情富士山